# Wolny strzelec (film 1981)
Wolny strzelec – polski film obyczajowy z 1981 roku w reżyserii Wiesława Saniewskiego.

## Obsada aktorska
- Piotr Garlicki – Piotr
- Bogusław Linda – Rysiek
- Teresa Sawicka – Dąbkówna
- Ryszard Kotys – Labus
- Zdzisław Kozień – Stolarek
- Leon Niemczyk – naczelny
- Franciszek Trzeciak – przewodniczący rady zakładowej
- Erwin Nowiaszek – Milczewski
- Barbara Rachwalska – Wisłocka, matka Piotra
- Andrzej Bielski
- Tadeusz Galia
- Ryszard Radwański
- Halina Romanowska
- Halina Skoczyńska
- Winicjusz Więckowski